# Кина на Светском првенству у атлетици на отвореном 2011.
Кина је учествовала на 13. Светском првенству у атлетици на отвореном 2011. одржаном у Тегу од 27. августа до 4. септембра тринаести пут, односно учествовала је на свим првенствима до данас. Репрезентацију Кине представљало је 54 учесника (23 мушкарца и 31 жена) који су се такмичили у 23 дисциплине (11 мушких и 12 женских).,
На овом првенству Кина је по броју освојених медаља заузела 7. место са 8 освојене медаља (2 златне, 2 сребрне и 4 бронзане). Поред појединачних медаља Кина има освојене и 3 екипне (2 златне и 1 сребрна). 
У табели успешности према броју и пласману такмичара који су учествовали у финалним такмичењима (првих 8 такмичара) Кина је са 16 учесника у финалу заузела 6. место са 74 бода.
| Плас. | Земља | 1. место | 2. место | 3. место | 4. место | 5. место | 6. место | 7. место | 8. место | Бр. финал. | Бод. |
| ----- | ----- | -------- | -------- | -------- | -------- | -------- | -------- | -------- | -------- | ---------- | ---- |
| 6.    | Кина  | 2        | 2        | 4        | 0        | 2        | 2        | 2        | 2        | 16         | 74   |

## Учесници
| Мушкарци: - Донг Гуођијан — Маратон - Ли Зиченг — Маратон - Ву Шивеи — Маратон - Љу Сјанг — 110 м препоне - Ши Донгпенг — 110 м препоне - Ђијанг Фан — 110 м препоне - Ли Жилонг — 100 м препоне - Ченг Вен — 400 м препоне - Чен Кианг — 4х100 м - Лијанг Ђијахонг — 4х100 м - Су Бингтиан — 4х100 м - Лао Ји — 4х100 м - Ванг Жен — 20 км ходање - Жу Јафеи — 20 км ходање - Чен Динг — 20 км ходање - Си Тјанфенг — 50 км ходање - Xu Faguang — 50 км ходање - Ли Ђинбо — 50 км ходање - Џанг Гуовеј — Скок увис - Су Сјонгфенг — Скок удаљ - Ли Јанси — Троскок - Ву Ђијан — Бацање диска - Чен Чи — Бацање копља | Жене: - Џу Сјаолин — Маратон - Ванг Ђали — Маратон - Чен Ронг — Маратон - Ђа Чаофенг — Маратон - Wang Xuequin — Маратон - Сун Јавеј — 100 м препоне - Веј Јунгли — 4х100 м - Liang Qiuping — 4х100 м - Jiang Lan — 4х100 м - Tao Yujia — 4х100 м - Chen Yanmei — 4х400 м - Tang Xiaoyin — 4х400 м - Zheng Zhihui — 4х400 м - Chen Jingwen — 4х400 м - Љу Хунг — 20 км ходање - Ћејанг Шенђе — 20 км ходање - Гао Ни — 20 км ходање - Сјингђуен Џенг — Скок увис - Ли Линг — Скок мотком - Ву Ша — Скок мотком - Сје Лимеј — Троскок - Ли Јанмеј — Троскок - Гунг Лиђао — Бацање кугле - Ли Линг — Бацање кугле - Љу Сјангжунг — Бацање кугле - Ли Јанфенг — Бацање диска - Тан Ђен — Бацање диска - Ма Сјуеђин — Бацање диска - Џанг Венсју — Бацање кладива - Љу Тингтинг — Бацање кладива - Liu Chunhua — Бацање копља |  |

## Освајачи медаља (8)

### Злато (2)
- Хонг Љу — 20 км ходање
- Ли Јанфенг — бацање диска

### Сребро (2)
- Љу Сјанг — 110 м препоне
- Ванг Жен — 20 км ходање

### Бронза (4)
- Ћејанг Шенђе — 20 км ходање
- Си Тјанфенг — 50 км ходање
- Гунг Лиђао — Бацање кугле
- Џанг Венсју — Бацање кладива

## Резултати

### Мушкарци
| Атлетичар                                       | Дисциплина    | Лични рекорд | Квалификације | Квалификације | Полуфинале            | Полуфинале            | Финале                | Финале       | Детаљи |
| Атлетичар                                       | Дисциплина    | Лични рекорд | Резултат      | Место         | Резултат              | Место                 | Резултат              | Место        | Детаљи |
| ----------------------------------------------- | ------------- | ------------ | ------------- | ------------- | --------------------- | --------------------- | --------------------- | ------------ | ------ |
| Донг Гуођијан                                   | Маратон       | 2:13:23      |               |               |                       |                       | 2:15:45 ЛРС           | 13 / 49 (67) |        |
| Ли Зиченг                                       | Маратон       | 2:11:49      | 2:17:35       | 24 / 49 (67)  |                       |                       |                       |              |        |
| Ву Шивеи                                        | Маратон       | 2:14:44      | 2:21:12       | 33 / 49 (67)  |                       |                       |                       |              |        |
| Љу Сјанг                                        | 110 м препоне | 12,88        | 13,20 КВ      | 1. у гр. 1    | 13,31 КВ              | 1. у гр. 1            | 13,27                 |              |        |
| Ши Донгпенг                                     | 110 м препоне | 13,19        | 13,55 КВ      | 4. у гр. 4    | 13,57                 | 5. у гр. 2            | Нису се квалификовали | 9 / 32       |        |
| Ђијанг Фан                                      | 110 м препоне | 13,49        | 13,47 КВ, ЛР  | 2. у гр. 3    | 13,71                 | 7. у гр. 2            | Нису се квалификовали | 12 / 32      |        |
| Ли Жилонг                                       | 400 м препоне | 49,58        | 50,44         | 6. у гр. 3    | Нису се квалификовали | Нису се квалификовали | Нису се квалификовали | 28 / 34      |        |
| Ченг Вен                                        | 400 м препоне | 49,28        | 50,51         | 5. у гр. 4    | Нису се квалификовали | Нису се квалификовали | Нису се квалификовали | 29 / 34      |        |
| Чен Кианг, Лијанг Ђијахонг, Су Бингтиан, Лао Ји | 4 х 100 м     | 38,78 НР     | 38,87 НРС     | 6. у гр. 2    |                       |                       | Није се квалификовала | 12 / 18 (23) |        |
| Ванг Џен                                        | 20 км ходање  | 1:18:30      |               |               |                       |                       | 1:20:54               |              |        |
| Чу Јафеј                                        | 20 км ходање  | 1:18:38      | 1:22:10       | 8 / 34 (46)   |                       |                       |                       |              |        |
| Ванг Хао                                        | 20 км ходање  | 1:18:13      | 1:22:49       | 9 / 34 (46)   |                       |                       |                       |              |        |
| Си Тјанфенг                                     | 50 км ходање  | 3:38:48      | 3:44:40       |               |                       |                       |                       |              |        |
| Сју Фагуанг                                     | 50 км ходање  | 3:42:20      | 3:47:19       | 7 / 24 (45)   |                       |                       |                       |              |        |
| Ли Ђинбо                                        | 50 км ходање  | 3:43:02      | 4:10:26       | 24 / 24 (45)  |                       |                       |                       |              |        |
| Џанг Гуовеј                                     | Скок увис     | 2,28         | 2,31 КВ, ЛР   | 5. у гр. Б    |                       |                       | 2,25                  | 10 / 32 (34) |        |
| Су Сјонгфенг                                    | Скок удаљ     | 8,27         | 7,03          | 16. у гр. Б   | Нису се квалификовали | 32 / 32 (36)          |                       |              |        |
| Ли Јанси                                        | Троскок       | 17,59 НР     | 16,98         | 11. у гр. А   | Нису се квалификовали | 20 / 26 (31)          |                       |              |        |
| Ву Ђијан                                        | Бацање диска  | 63,54        | 62,07         | 9. у гр. А    | Нису се квалификовали | 16 / 30 (33)          |                       |              |        |
| Чен Чи                                          | Бацање копља  | 81,38        | 78,42         | 9. у гр. Б    | Нису се квалификовали | 18 / 36 (37)          |                       |              |        |

### Жене
| Атлетичарка                                     | Дисциплина     | Лични рекорд | Квалификације    | Квалификације    | Полуфинале            | Полуфинале            | Финале                | Финале                | Детаљи |
| Атлетичарка                                     | Дисциплина     | Лични рекорд | Резултат         | Место            | Резултат              | Место                 | Резултат              | Место                 | Детаљи |
| ----------------------------------------------- | -------------- | ------------ | ---------------- | ---------------- | --------------------- | --------------------- | --------------------- | --------------------- | ------ |
| Џу Сјаолин                                      | Маратон        | 2:29:40      |                  |                  |                       |                       | 2:29:58               | 6 / 44 (55)           |        |
| Ванг Ђали                                       | Маратон        | 2:26:12      | 2:30:25          | 8 / 44 (55)      |                       |                       |                       |                       |        |
| Чен Ронг                                        | Маратон        | 2:26:49      | 2:31:11          | 11 / 44 (55)     |                       |                       |                       |                       |        |
| Ђа Чаофенг                                      | Маратон        | 2:23:57      | 2:31:58          | 15 / 44 (55)     |                       |                       |                       |                       |        |
| Ванг Сјуећуе                                    | Маратон        | 2:28:17      | 2:36:10          | 25 / 44 (55)     |                       |                       |                       |                       |        |
| Сун Јавеј                                       | 100 м препоне  | 12,98        | 13,03 КВ         | 3. у гр. 5       | 13,19                 | 6. у гр. 1            | Није се квалификовала | 20 / 38 (39)          |        |
| Веј Јунгли Љанг Ћупинг Ђанг Лан Тао Јуђа        | 4 х 100 м      | 42,23 НР     | Дисквалификоване | Дисквалификоване |                       |                       | Нису се квалификовале | Нису се квалификовале |        |
| Чен Јенмеј Танг Сјаојин Џенг Џихуеј Чен Ђингвен | 4 х 400 м      | 3:24,28 НР   | 3:32,39 НРС      | 5. у гр. 3       | Нису се квалификовале | 15 / 17 (20)          |                       |                       |        |
| Љу Хунг                                         | 20 км ходање   | 1:27:17      |                  |                  |                       |                       | 1:30:00               |                       |        |
| Ћејанг Шенђе                                    | 20 км ходање   | 1:28:04      | 1:31:14          |                  |                       |                       |                       |                       |        |
| Гао Ни                                          | 20 км ходање   | 1:28:22      | 1:32:49          | 4 / 37 (50)      |                       |                       |                       |                       |        |
| Сјингђуен Џенг                                  | Скок увис      | 1,95         | 1,95 КВ, ЛР      | 5. у гр. А       |                       |                       | 1,93                  | 5 / 27 (29)           |        |
| Ли Линг                                         | Скок мотком    | 4,54         | 4,25             | 15. у гр. Б      | Није се квалификовала | 29 / 30 (35)          |                       |                       |        |
| Ву Ша                                           | Скок мотком    | 4,40         | Није стартовала  | Није стартовала  | Није се квалификовала | Није се квалификовала |                       |                       |        |
| Сје Лимеј                                       | Троскок        | 14.90 НР     | 13,75            | 12. у гр. Б      | Нису се квалификовале | 25 / 34               |                       |                       |        |
| Ли Јанмеј                                       | Троскок        | 4,40         | 13,52            | 15. у гр. А      | Нису се квалификовале | 29 / 34               |                       |                       |        |
| Гунг Лиђао                                      | Бацање кугле   | 20,35        | 19,21 КВ         | 2. у гр. Б       | 19,97                 |                       |                       |                       |        |
| Ли Линг                                         | Бацање кугле   | 19,94        | 18,67 КВ         | 7. у гр. А       | 19,71                 | 5 / 23 (25)           |                       |                       |        |
| Љу Сјангжун                                     | Бацање кугле   | 19,24        | 18,22            | 7. у гр. Б       | Није се квалификовала | 15 / 23 (25)          |                       |                       |        |
| Ли Јанфенг                                      | Бацање диска   | 67,98        | 64,44 КВ         | 1. у гр. Б       | 66,52                 |                       |                       |                       |        |
| Тан Ђен                                         | Бацање диска   | 63,72        | 62,26 КВ         | 3. у гр. А       | 62,96                 | 6 / 23 (24)           |                       |                       |        |
| Ма Сјуеђин                                      | Бацање диска   | 65,00        | 59,71            | 7. у гр. А       | Није се квалификовала | 13 / 23 (24)          |                       |                       |        |
| Џанг Венсју                                     | Бацање кладива | 75,65 НР     | 74,17 КВ         | 1. у гр. А       | 75,03                 |                       |                       |                       |        |
| Љу Тингтинг                                     | Бацање кладива | 69,46        | 63,12            | 15. у гр. Б      | Нису се квалификовале | 28 / 29 (30)          |                       |                       |        |
| Љу Чуенхуа                                      | Бацање копља   | 60,65        | 57,52            | 10. у гр. Б      | Нису се квалификовале | 19 / 27 (28)          |                       |                       |        |